# Ian Bowyer
Ian Bowyer (født 6. juni 1951 i Ellesmere Port, England) er en tidligere engelsk fodboldspiller og træner, der spillede som midtbanespiller. Han var på klubplan primært tilknyttet Nottingham Forest, men vandt også flere titler i sin tid hos Manchester City. Med Forest var han en del af det hold, der vandet både det engelske mesterskab og to Europa Cup for Mesterhold-titler i træk. Med Manchester City var han med til at vinde både FA Cuppen og Pokalvindernes Europa Cup.
Bowyer havde herudover ophold i blandt andet Sunderland og Hereford, i sidstnævnte klub, var han desuden spillende manager. 

## Titler
Engelsk 1. Division
- 1978 med Nottingham Forest

FA Cup
- 1969 med Manchester City

Football League Cup
- 1970 med Manchester City
- 1978 og 1979 med Nottingham Forest

Charity Shield
- 1978 med Nottingham Forest

Mesterholdenes Europa Cup
- 1979 og 1980 med Nottingham Forest

Pokalvindernes Europa Cup
- 1971 med Manchester City

UEFA Super Cup
- 1979 med Nottingham Forest